# Pierre Billaud (physicien)
Pour les articles homonymes, voir Pierre Billaud et Billaud.
Pierre Billaud est un physicien français né le 10 janvier 1919 à Fontenay-le-Comte en Vendée et mort le 10 février 2012 à Saint-Michel (Charente). Il a participé à l'élaboration du programme nucléaire militaire de la France.

## Biographie
Pierre Billaud est admis à l’École polytechnique le 7 septembre 1939, mais le déclenchement de la Seconde Guerre mondiale entraîne sa mobilisation le 9 septembre. Il commence sa carrière militaire par des études d’élève officier de l'artillerie coloniale à l'École de l'artillerie de Fontainebleau. Après la défaite de la bataille de France, il continue quelques mois ses études à Polytechnique avant de terminer sa formation d'artilleur.
Affecté au Protectorat français au Maroc en 1942 au Groupement d’artillerie coloniale antiaérienne et de côte du Maroc, il subit le baptême du feu lors du débarquement allié en Afrique du Nord alors qu'il sert une batterie d'artillerie côtière à Casablanca. En tant que chargé des transmissions du 41e Groupe de forces terrestres antiaériennes de la 2e division d'infanterie marocaine, il participe à la campagne d'Italie puis à celle de Libération de la France. Il se marie durant celle-ci avec Jeannette Diguet qui lui donne quatre enfants. D'octobre 1945 à avril 1948, il est cantonné à Madagascar. 
À partir de septembre 1948, il est détaché au laboratoire des rayons X de Maurice de Broglie à Paris et suit les cours d'Irène Joliot-Curie à l'Université de Paris ; il obtient le diplôme d'études supérieures « Électronique et radioactivité ».
Affecté à l’état-major du Corps expéditionnaire français en Extrême-Orient, il prend part à la guerre d'Indochine de septembre 1951 à janvier 1954. 
En juin 1955, il s'oriente vers la recherche scientifique et entre au Commissariat à l’énergie atomique (CEA) comme chef du service de physique expérimentale de la direction des applications militaires. Il participe à la réunion du 29 décembre 1959 concernant l'étude des expérimentations nucléaire souterraine, ce qui aboutira au choix du Hoggar. Il est nommé chef de projet de l’engin « A » en 1958-1960 et chargé de diriger la préparation de la première expérience nucléaire française, il prend donc part à Reggane en février 1960 au premier tir nommé Gerboise bleue qui permet à la France d’entrer dans le club des puissances nucléaires. Le général De Gaulle le fait officier de la Légion d'Honneur en juillet 1960. 
Il devient directeur du centre de la Direction des applications militaires de Limeil-Brévannes de 1962 à 1966 d'où il évincé par une décision d'Alain Peyrefitte. Il participe aux recherches menant à la bombe à hydrogène française, dont il dirige le deuxième tir expérimental mené à Moruroa, nom de code Procyon, le 8 septembre 1968 qui a un rendement de 1,28 mégatonne. Le 22 mars 1969, il est fait commandeur de la Légion d'honneur. Le directeur des applications militaires du CEA le charge de toutes les questions de sécurité, y compris celles des dispositifs d'armes opérationnelles, en 1972. 
Admis à la retraite en 1979 avec le grade de colonel, Pierre Billaud se consacre à diverses recherches scientifiques personnelles. Il prend la plume en 1994 pour contester publiquement la paternité de la bombe H française qui est pour lui attribuée à tort à Robert Dautray.